# Øvrevoll galoppbana
Øvrevoll Galoppbane är Norges enda galoppbana och ligger nära Lijordet station i Jar i Bærums kommun. Den öppnades 26 juni 1932 med kung Håkon VII och drottning Maud närvarande. Banan består av en gräsbana ca 2000 meter i omkrets och en sandbana ("dirt track") på 1375 meter i omkrets. Det mest prestigefyllda loppet som arrangeras under året är Norsk Derby.